# 阪急すみれ会パンジー賞
阪急すみれ会「パンジー賞」（はんきゅうすみれかいパンジーしょう）とは、阪急電鉄グループの宝塚歌劇後援会が前年10月から当年9月に至る1年間の宝塚大劇場公演で特に素晴らしかった生徒やスタッフに贈る賞。
「パンジー賞」には、男役賞・娘役賞・助演賞・新人賞・スタッフ創作賞という5つの種類が確認されている。毎年11月もしくは12月に宝塚ホテルにて表彰式が行われている。パンジー賞の他には、「宝塚歌劇団年度賞」という独自の賞が存在する。

## 歴代受賞者

### 2000年度
出典：
- 男役賞：香寿たつき
- 娘役賞：檀れい
- 新人賞：朝海ひかる、紺野まひる
- 特別賞：（音楽）寺田瀧雄
- 助演賞：汝鳥伶
- スタッフ創作賞：（演出・振付）謝珠栄

### 2001年度
出典：
- 男役賞：和央ようか
- 娘役賞：花總まり
- 新人賞：大和悠河
- 特別賞：轟悠
- 助演賞：萬あきら
- スタッフ創作賞：（装置）石濱日出雄

### 2002年度
出典：
- 男役賞：湖月わたる
- 娘役賞：渚あき
- 新人賞：映美くらら
- 特別賞：香寿たつき、檀れい
- 助演賞：伊織直加
- スタッフ創作賞：（振付）花柳芳次郎

### 2003年度
出典：
- 男役賞：春野寿美礼
- 娘役賞：映美くらら
- 新人賞：真飛聖
- 助演賞：一樹千尋
- スタッフ創作賞：（音楽）甲斐正人、（歌唱指導）楊淑美

### 2004年度
出典：
- 男役賞：朝海ひかる
- 娘役賞：ふづき美世、舞風りら
- 新人賞：壮一帆
- 特別賞：和央ようか、花總まり
- 助演賞：初風緑
- スタッフ創作賞：（振付）羽山紀代美

### 2005年度
出典：
- 男役賞：瀬奈じゅん
- 娘役賞：彩乃かなみ
- 新人賞：音月桂
- 特別賞：春野寿美礼
- 助演賞：立ともみ
- スタッフ創作賞：（衣装）任田幾英

### 2006年度
出典：
- 男役賞：貴城けい
- 娘役賞：紫城るい、白羽ゆり
- 新人賞：柚希礼音
- 助演賞：未沙のえる、出雲綾
- スタッフ創作賞：（音楽）吉崎憲治

### 2007年度
出典：
- 男役賞：安蘭けい、水夏希
- 娘役賞：遠野あすか、桜乃彩音
- 新人賞：夢咲ねね
- 助演賞：寿つかさ
- スタッフ創作賞：（衣装）有村淳

### 2008年度
出典：
- 男役賞：大和悠河
- 娘役賞：白羽ゆり
- 新人賞：紅ゆずる、花影アリス、羽桜しずく
- 助演賞：汝鳥伶
- スタッフ創作賞：（音楽）高橋城

### 2009年度
出典：
- 男役賞：真飛聖
- 娘役賞：桜乃彩音
- 新人賞：望海風斗、明日海りお
- 助演賞：邦なつき
- スタッフ創作賞：（音楽）吉田優子

### 2010年度
出典：
- 男役賞：大空祐飛
- 娘役賞：夢咲ねね、蒼乃夕妃
- 新人賞：愛加あゆ
- 助演賞：桐生園加
- スタッフ創作賞：（振付）御織ゆみ乃

### 2011年度
出典：
- 男役賞：霧矢大夢、蘭寿とむ
- 娘役賞：野々すみ花
- 新人賞：真風涼帆、実咲凜音
- 助演賞：悠真倫
- スタッフ創作賞：（装置）新宮有紀

### 2012年度
出典：
- 男役賞：柚希礼音
- 娘役賞：蘭乃はな
- 新人賞：彩凪翔、伶美うらら
- 助演賞：十輝いりす、星条海斗
- スタッフ創作賞：（振付）若央りさ

### 2013年度
出典：
- 男役賞：壮一帆
- 娘役賞：愛希れいか
- 新人賞：礼真琴、妃海風
- 助演賞：汝鳥伶、美城れん
- スタッフ創作賞：（音楽）太田健

### 2014年度
出典：
- 男役賞：凰稀かなめ
- 娘役賞：実咲凜音
- 助演賞：英真なおき
- 新人賞：柚香光、月城かなと
- スタッフ創作賞：（装置）関谷敏昭

### 2015年度
出典：
- 男役賞：龍真咲
- 娘役賞：咲妃みゆ
- 助演賞：夏美よう、七海ひろき
- 新人賞：城妃美伶、暁千星
- スタッフ創作賞：（音楽指揮）佐々田愛一郎

### 2016年度
出典：
- 男役賞：明日海りお
- 娘役賞：花乃まりあ
- 助演賞：美穂圭子、純矢ちとせ
- 新人賞：朝美絢、真彩希帆
- スタッフ創作賞：（振付）尚すみれ

### 2017年度
出典：
- 男役賞：珠城りょう
- 娘役賞：綺咲愛里
- 助演賞：華形ひかる、宇月颯
- 新人賞：綺城ひか理、音くり寿
- スタッフ創作賞：（音楽）手島恭子

### 2018年度
出典：
- 男役賞：望海風斗
- 娘役賞：仙名彩世
- 助演賞：一樹千尋、美弥るりか
- 新人賞：綾凰華、風間柚乃
- スタッフ創作賞：（音楽）青木朝子

### 2019年度
出典：
- 男役賞：真風涼帆
- 娘役賞：真彩希帆
- 助演賞：京三紗
- 新人賞：極美慎、潤花
- スタッフ創作賞：（装置）國包洋子

### 2020年度
出典：
- 男役賞：礼真琴
- 娘役賞：星風まどか
- 助演賞：梨花ますみ
- 新人賞：諏訪さき、夢白あや
- スタッフ創作賞：（衣装）加藤真美

### 2021年度
出典：
- 男役賞：柚香光
- 娘役賞：舞空瞳
- 助演賞：千海華蘭
- 新人賞：天彩峰里、天紫珠李
- スタッフ創作賞：（装置）稲生英介

### 2022年度
出典：
- 男役賞：彩風咲奈
- 娘役賞：海乃美月
- 助演賞：悠真倫
- 新人賞：彩海せら、天飛華音
- スタッフ創作賞：（音楽）高橋恵

### 2023年度
出典：
- 男役賞：月城かなと
- 娘役賞：夢白あや
- 助演賞：ひろ香祐
- 新人賞：山吹ひばり、華世京
- スタッフ創作賞：（指揮）御﨑恵